# Rhyl Football Club
El Rhyl Football Club (en galés: Clwb Pêl Droed Y Rhyl) fue un club de fútbol de Gales, con sede en Rhyl. Fue fundado en 1910 y desaparecido en 2021.

## Historia
El fútbol en la ciudad data de fines de la década de 1870 y en un tiempo hubo varios clubes. Rhyl FC se convirtió en uno de los miembros fundadores de la Liga de Gales, formada en 1890, pero se retiró al año siguiente. Fueron renombrados como Rhyl Athletic en 1893 y se convirtieron en miembros fundadores de la Liga de la Costa Norte de Gales, ganando el título en 1894-95. Se unió al Rhyl City en 1898 y se cambiaron a la competición anglo-galesa conocida como The Combination. A pesar de las crisis financieras, se mantuvo el número de miembros hasta que la liga se disolvió al final de la temporada 1910-11. Bajo el nombre de Rhyl United, se reincorporó a la Liga de la Costa Norte de Gales, pero a raíz de la Gran Guerra, se trasladó a la Alianza del Norte de Gales, antes de convertirse en miembros fundadores de la Liga Nacional de Gales (Norte) en 1921. Ganó el título en 1925-26 y se convirtió en una sociedad anónima en 1928 con el nombre de Rhyl Athletic. Con los disturbios a principios de la década de 1930, trataron de cumplir sus ambiciones en el distrito de Birmingham y la liga. Se unió a la Liga del Condado de Cheshire en 1936 y comenzó uno de los capítulos más exitosos en la historia del club.
Ganó el título de liga en dos ocasiones - en 1947-48 y 1950-51 - y la Copa de Gales dos veces. En 1952, venció al Merthyr Tydfil 4-3 y se convirtió en el primer equipo de la era moderna en retener el trofeo, al derrotar a Chester 2-1 en la temporada siguiente. Fue finalista tras perder ante el Cardiff City en 1930 y ante el Crewe Alexandra en 1937, pero no figuraron en la final hasta 1993, cuando perdieron 5-0 ante el Cardiff City otra vez. En el condado de Cheshire no tuvieron mucho éxito y no ganaron el título hasta 1972. Sobre la disolución de la Liga del Condado de Cheshire, en 1982, el Rhyl se convirtió en miembro de la Liga de los Condados del Noroeste, ganando el ascenso a la Primera División del Norte en su primera temporada. En 1992, volvieron a Gales, pero, debido a que su solicitud de adhesión a la Liga de Gales fue recibida demasiado tarde, fueron colocados en la Cymru Alliance de Gales, el segundo nivel de la pirámide del sistema. En 1993-94, ganó el título con seis puntos y consiguió el ascenso a la Liga de Gales.
El club ha producido jugadores de la máxima categoría en varias ocasiones, incluyendo a Graham Williams (West Bromwich Albion), Barry Horne (Everton), Andy Jones (Charlton Athletic), Andy Holden (Oldham Athletic) y más recientemente a Lee Trundle (Bristol City F.C.). En la temporada 2003-04, el club ganó la Premier League de Gales, se clasificó para las rondas de calificación de la UEFA Champions League, donde perdió 7-1 en el global ante el Skonto Riga de Letonia en la primera ronda de clasificación, y fueron los ganadores de Copa de la Liga y la Copa de Gales, a pesar de que perdió la final de la Copa Premier FAW 4-1 contra el Wrexham. También ganó por 6-0 contra Halkyn United en la final de la Copa Desafío norte de Gales. Al año siguiente el club terminó finalista en la Liga Premier perdiendo ante el The New Saints F.C., y también cayó con el mismo equipo en la semifinal de la Copa de Gales y cuartos de final de la Welsh Premier Cup. Una derrota en la final de la Copa de Liga de Gales ante el Carmarthen Town complicó una temporada sin títulos. La temporada de los blancos la maquilló la clasificación europea por su subcampeonato en la Premier League de Gales.
En la temporada 2005-2006 registró su primera victoria en la historia en competiciones europeas cuando derrotó al FK Atlantas de Lituania 2-1 de local en la primera ronda clasificatoria para la Copa de la UEFA. Perdió en la vuelta 3-2, pero avanzó de todas formas a la siguiente ronda. Fue el primer equipo galés en clasificarse para la primera ronda de clasificación. Perdieron en la segunda ronda contra el club noruego Viking FK 3-1 en el agregado. En la temporada 2005-06 levantaron la Copa de Gales, tras vencer al Bangor City F.C. 2-0 en el Racecourse Ground y ganó la Copa Desafío del norte de Gales tras una victoria 2-1 sobre Denbigh City en la final. Una tercera posición final en la Liga Premier de Gales significó que Rhyl competiría por tercer año consecutivo en competiciones europeas. La siguiente temporada perdió en primera ronda de la Copa de la UEFA con una derrota por 2-1 en el agregado ante el club de Lituania FK Sūduva de Marijampole. Entró en la primera ronda clasificatoria de la Copa de la UEFA 2007/08 después de terminar la temporada 2006-07, en segundo lugar de la liga. Les tocaba enfrentarse al FC Haka, un equipo de Finlandia. En el primer tramo al Belle Vue, Rhyl venció a sus rivales 3-1, pero lamentablemente perdió 2-0 en la vuelta con gol de Tehtaan Kenttä.

## Entrenadores
- Frank Barson (1932-1935)
- John Dougary (1951-1954)
- Ernie Jones (1954-1956)
- T. G. Jones (1968)
- Ray Jones (1981-1986)
- John Hulse (2002-2008)
- Allan Bickerstaff (2008-2009)
- Greg Strong (2009-2015)
- Gareth Owen (2015-2016)
- Niall McGuinness (2016-2017)
- Mark Connolly (2017-2018)
- Matthew Jones (2018)
- Gareth Wilson (2018)
- Eddie Maurice Jones (2018-2020)

## Palmarés

### Torneos nacionales
- Liga de Gales (2): 2003-04, 2008-09
- Copa de Gales (4): 1951-52, 1952-53, 2003-04, 2005-06
- Copa de la Liga de Gales (2):  2002-03, 2003-04
- Segunda División de Gales (2): 1993-94, 2012-13[1]

## Participación en competiciones de la UEFA

### UEFA Champions League
| Temporada | Ronda            | Club     | Casa | Visita | Global |
| --------- | ---------------- | -------- | ---- | ------ | ------ |
| 2004–05   | Clasificatoria 1 | Skonto   | 1–3  | 0–4    | 1–7    |
| 2009–10   | Clasificatoria 2 | Partizan | 0–4  | 0–8    | 0–12   |

### UEFA Europa League/UEFA Cup
| Temporada | Ronda            | Club     | Casa | Visita | Global  |
| --------- | ---------------- | -------- | ---- | ------ | ------- |
| 2005–06   | Clasificatoria 1 | Atlantas | 2–1  | 2–3    | 4–4 (a) |
| 2005–06   | Clasificatoria 2 | Viking   | 0–1  | 1–2    | 1–3     |
| 2006–07   | Clasificatoria 1 | Sūduva   | 0–0  | 1–2    | 1–2     |
| 2007–08   | Clasificatoria 1 | Haka     | 3–1  | 0–2    | 3–3 (a) |

### Copa Intertoto
| Temporada | Ronda | Club      | Casa | Visita | Global |
| --------- | ----- | --------- | ---- | ------ | ------ |
| 2008      | 1     | Bohemians | 1–5  | 2–4    | 3–9    |